# Al Tarmia District
Al Tarmia District är ett distrikt i Irak.   Det ligger i provinsen Bagdad, i den centrala delen av landet, 40 km norr om huvudstaden Bagdad.